# 旗木卡卡西
旗木卡卡西（はたけカカシ）是由岸本齊史創作的日本動漫《火影忍者》中的虛構角色。故事中為第七班的老師，該班由系列主角漩渦鳴人、宇智波佐助及春野櫻組成。最初他被描繪成一個冷漠且輕浮的人；隨著劇情的發展，他對朋友和學生的忠誠越來越明顯。疾風傳系列劇情與外傳都有對卡卡西過去經歷的廣泛探索與師傅的親樂天堂。卡卡西曾出現在多部火影忍者的跨媒體作品、動漫改編電影、原創動畫錄影帶（OVA）及電子遊戲中。
最初岸本想把卡卡西塑造成一位嚴厲的老師且說的話很像忍者，最終決定不採用這個構想；相反地，岸本使卡卡西在困境中更加慷慨地讓學生冷靜下來，以至於賦予他陰柔特質。卡卡西把臉遮住的設計，使岸本很難表現他的情緒。在動畫系列中，卡卡西的日語配音和英語配音分別由井上和彥與Dave Wittenberg負責。
許多動漫與漫畫出版商都讚揚及批評了卡卡西的性格。雖被認為是類似少年漫畫中超然人物的表現，卡卡西冷漠與嚴肅的兩面性還是受到稱讚。卡卡西在火影忍者讀者群中非常受歡迎，在多項人氣民意調查中名列前茅，還發行了基於卡卡西的多種商品，包括鑰匙圈和布偶。

## 創作概念
岸本齊史原本打算讓卡卡西在火影忍者漫畫第2話出道，比第七班其他成員先出現。卡卡西被設計成一個悠閒但技巧嫻熟的忍者，在漫畫日文版裡總是在句尾加上這種帶有禮貌與尊敬意涵的語尾助詞。在與編輯交談後，岸本推遲了卡卡西的首次亮相，使岸本能更好地發展卡卡西與第七班的其他成員。儘管如此，卡卡西仍保留了原有的諸多性格：為人隨和、不為他人所動、總是睡眼惺忪；岸本認為這讓卡卡西成為有領袖特質的領導者，有助於讓第七班多元的成員保持團結。早期卡卡西被設計為一名武士，但岸本不確定這種角色會在漫畫裡做什麼。考慮到主角的老師會怎麼做，岸本把卡卡西想像成一個粗魯的成年人；不過，他對這種性格不滿意，所以改寫成一個更悠閒的人。岸本覺得這種寫照很有趣，卻仍能讓卡卡西在危急情況下熱血沸騰。隨著故事發展，卡卡西改變了他的說話方式，給人一種悠閒、帶著善意及女人般的感覺。卡卡西用來參照的標的物；岸本想設計一個冷靜的老師，能在複雜情況下幫助他的學生。
因為卡卡西是該火影忍者系列各主要角色之間的紐帶，在宣傳作品裡卡卡西很少出現在顯眼位置，反而較常出現在背景，學生則是焦點。在《週刊少年Jump》的一次採訪中，岸本說如果要挑一個角色單獨做成外傳，這個人會是卡卡西。2014年初，岸本表示他想公開卡卡西的臉，但不確定是在漫畫中還是在即將上映的電影裡。卡卡西最擅長的“雷切”曾有不同的名字，但作者忘記了；儘管如此，岸本還是發現“雷切”這個名字很適合這種基於閃電的招式。寫輪眼為卡卡西的角色賦予更多神秘感，因為只有宇智波一族才能擁有它；到漫畫第16話，岸本已經決定卡卡西是如何獲得寫輪眼的。岸本還補充說卡卡西的臉很難畫，因為被面具遮住了。2015年4月，岸本在一次展覽中首次公開卡卡西的臉。
在火影忍者動畫中，由井上和彥負責卡卡西的日語配音。井上對卡卡西在火影忍者粉絲中的名氣感到驚訝，並希望大家繼續支持他。在一次採訪中，負責卡卡西英語配音的Dave Wittenberg評論說，他覺得卡卡西與自己很像，最喜歡的是卡卡西與學生的關係，並說他是“一個非常好的人”。

## 人物

### 旗木卡卡西個人檔案
- 性格：個人主義(童年悲劇)、腹黑、幽默謙虛、沉著穩重、重情重義、溫柔體貼、冷靜睿智
- 喜歡的食物：烤秋刀魚、茄子味噌湯
- 討厭的食物：天婦羅、甜食
- 興趣：閱讀（親熱系列作品，港譯《甜蜜的情人節》，作者是自來也）
- 重視的人：旗木佐久茂、波風湊、宇智波帶土、野原琳、大和、漩渦鳴人、宇智波佐助、春野櫻、阿凱
- 希望交手的對象：波風湊
- 被挑戰的對手：阿凱
- 被喜歡的對象：花伶（動畫原創411集錠前國的間諜女忍者，因為童年的邂逅而喜歡卡卡西）、野原琳
- 信仰：火之意志
- 喜歡的字句：團隊精神、團隊合作、「在忍者的世界裡，違反規則和紀律的被稱為廢物，但是，不重視夥伴的人連廢物都不如。」
- 壞習慣：遲到（神無毘橋之戰宇智波帶土死亡後）
- 忍者學校畢業年齡：5歲
- 中忍升級年齡：6歲
- 上忍升級年齡：12歲（卡卡西外傳）
- 主要查克拉屬性：雷遁
- 查克拉性質：風、雷、水、火、土、陰、陽[13]
- 卡卡西在《週刊少年Jump》舉辦的第一次和第三次火影人氣投票中位居第一，也是6回投票中合計第一（6次投票卡卡西均名列前三）。
- 又名旗木 畑 鹿 驚、旗木 畑 案 山、畑 案 山 子

### 關於名字
卡卡西全名，日語，日語羅馬拼音「Hatake Kakashi」。漢字寫法為或，有田地、稻田之意。漢字為或，是一種為了驅趕鳥獸而在田埂中豎立的人偶，簡單來說就是「稻草人」。
卡卡西名字全意是「稻田間的稻草人」。而作者似乎也沒有要刻意隱藏卡卡西名字的涵義，時常在與卡卡西相關的連載扉頁和事物上察覺稻草人的蹤跡（例如第三集封面、八忍犬的背心圖案等等，甚至連房間都有類似的線索）。仔細研究便會發現這些稻草人的臉部是日文平假名所拼湊而成的文字臉，日本漫畫中時常用這種臉譜處理沒有臉孔的角色（像是路人），稱作「Henohenomoheji」。
在決定卡卡西的名字時，岸本考慮過各種可能，例如“桑（クワ，鋤頭）”、“卡瑪（カマ，鐮刀）”、“牡丹（ボタン，牡丹）”、“Enoki（エノキ，蕁麻樹）”和“卡卡西（カカシ，稻草人）”。岸本最終選擇“卡卡西”，直到今天他仍很高興。根據名字的含義，稻草人偶爾會被用來代表卡卡西，例如鳴人曾拿一個扮成卡卡西的稻草人來對練；此外，稻草人有時也會被加到卡卡西出現場景的背景中，例如火影忍者單行本第三冊的封面。

### 外貌與性格
主角群之一，原暗部成員後升格隊長，其中大和以及宇智波鼬都曾是卡卡西在暗部時期的舊識，離開暗部之後奉三代火影猿飛蒜山的命令成為第七班的導師。特徵是向旁傾斜的銀色短髮，左眼有條傷疤且擁有寫輪眼，可以複製別人的忍術，故有「拷貝忍者卡卡西」的外號（拷貝只是一種形容，寫輪眼是快速看清對手結印的洞察眼，真正施術還是依照施術者查克拉屬性而定。又卡卡西的查克拉屬性是五屬性都有，所以可以複製各屬性忍術，許多人對拷貝忍者的拷貝有許多誤會。），此外他長期配戴面罩。在閒暇的時候，經常閱讀自來也所著作的成人刊物「親熱天堂」，並經常到慰靈碑附近追思以往殉職的夥伴。
特典籍《風之書》的附錄漫畫，揭示卡卡西卸去面罩的模樣，顯示其嘴唇左下方有顆黑痣。

### 身世與經歷
母親已於多年前逝世，其父親旗木佐久茂有著「木葉白牙」的稱號。但是佐久茂某次執行任務時，為了保住夥伴的性命而終止任務，結果包含該名夥伴在內，木葉忍者村的人都責難於他，最後佐久茂在某日被卡卡西發現在房間裡持刀自盡，使得卡卡西受到此事影響，開始有了任務至上的觀念。
過去曾經是宇智波帶土和野原琳的昔日同窗暨隊友，卡卡西知曉帶土暗戀著琳的秘密。後來卡卡西、帶土、琳和老師波風湊一同前往神無毘橋執行切斷敵人運補的任務。在與波風水门兵分二路後，琳不幸遭岩忍俘虜，在解救琳的過程中，卡卡西左眼遭岩忍弄瞎，而帶土因而受到刺激啟動寫輪眼將敵人擊敗。然而救出琳時卻又被敵人的術導致洞穴崩塌，帶土爲保護卡卡西卻讓自己右半身被巨岩壓住。認為自己已死路一條，將左寫輪眼贈給卡卡西作為祝賀他晉升上忍的禮物，並在委託卡卡西保護琳後，被眾岩忍的術活埋。
後來，卡卡西和琳在某次任務路途中遭遇霧忍的襲擊（由宇智波斑暗中策劃），琳被植入三尾，為防暴走選擇撞向卡卡西的雷切自盡，正好被帶土撞見，兩人同時開啟萬花筒寫輪眼。因此在後來的忍界大戰中，同卡卡西重逢的帶土指責違背保護琳的諾言。

## 劇情表現

### 第一部

第七班

#### 波之國篇
鳴人等人從忍者學校畢業後，卡卡西就成為漩渦鳴人、宇智波佐助及春野櫻這些下忍的隊長。但是卡卡西再為他們這些畢業生安排生存測試，若不能通過就要求他們重返學院學習。歷年來均沒有人成功通過卡卡西的下忍測試。
卡卡西的下忍測試，是要求鳴人他們在中午前，奪去縛在自己腰間的兩個鈴鐺。由於只有兩個，故此隊中最多只有兩人能成功通過考試，剩下一人則被淘汰。被淘汰者非但沒有飯吃，更可能被評為不合格而重返學院。卡卡西亦要他們以抱著殺死他的心，才有機會奪去他手上的鈴。
三人當中以鳴人的表現最差。相較於一開始就隱藏起來的佐助與櫻，鳴人大搖大擺地向卡卡西挑戰，結果被體術秘技－『千年殺』（用虎之印對準肛門，以手臂最大力量往上插）擊倒在地；之後又中了卡卡西設的簡單陷阱，兩度被吊在樹上，被評為『只會橫衝直撞，破綻百出』。佐助則趁卡卡西向吊在樹上的鳴人說教時，擲出手裏劍攻擊他，結果卻只打中他的替身。其身手及智謀，以及使出非下忍忍術的火遁·豪火球術，令卡卡西不能不承認其天份。但最後仍被隱藏在地中的卡卡西，以忍術土遁·御殺斬首術埋在地中。卡卡西批評佐助只喜歡個人主義，不明白隊伍合作的重要性。至於櫻，一如以往只擔心佐助。所以當佐助的偷襲失敗後，就去找佐助。途中卻中了卡卡西的幻術，看見身中多刀，滿身血跡的佐助向他求救，她立即被嚇暈過去。醒來後，以為佐助真的有生命危險，故繼續找佐助。但當看見被埋在地上，只有頭部外露的佐助跟他說話時，便以為是死去的佐助在和她說話，二話不說再次暈倒。
最後三人都未能在中午前搶到卡卡西的兩個鈴鐺，鳴人更因為打算偷吃事先準備好的便當而被卡卡西綁在木柱上。卡卡西說他們三人不必返回學院的意思並非合格，而是指責他們根本沒資格當忍者；同時說出這個測試的真正目的──就是要他們團隊合作；即使面對自己在只有兩個鈴鐺的情況下可能要被淘汰出局，也能放棄個人利益，跟同伴一起合作。正因為忍者是關乎性命的職業，那些只顧自己表現及不重視同伴的人，是沒有資格成為忍者的。卡卡西向三人展示了一旁的石碑，並藉著那些殉職的英雄告訴三人團隊合作的重要性。這時卡卡西說出了一句日後也影響到鳴人的話：「打破忍者世界規則及鐵律的人，我們都叫他廢物；可是，不懂得重視同伴的人，卻是連廢物都不如。」
後來卡卡西表示要再給三人一次機會，但卻不准佐助和小櫻分鳴人飯吃。就在卡卡西離開後，佐助便把便當分給鳴人吃，小櫻看見後，又把自己的一份給了鳴人。當他們向回來的卡卡西說這是『三位一體』表現的當下，卡卡西便告訴他們已經過關。因為他們不像舊的考生一樣，沒有自己的想法，亦沒有重視伙伴的精神。
卡卡西和鳴人等人接受C級任務，要護送建築工人達茲納先生回國，但途中遇上霧忍者村叛忍桃地再不斬來襲，卡卡西兩次力戰再不斬。
第一次：起初中了再不斬的水遁·水牢術，幸虧佐助與鳴人迫使再不斬解除水牢之術。之後卡卡西使用寫輪眼，複製再不斬的水遁．水龍彈術，再複製水遁．大瀑布術將其擊敗。
第二次：原本打算使出雷遁·雷切攻擊再不斬，但被白擋住，白亦犧牲性命。最後因再不斬臨終前的吩咐，把再不斬，白連同其斬首大刀（後在第二部中被佐助的部下霧忍水月取去，並在襲擊五影會談時損壞）葬在一起。

#### 中忍考試篇
在中忍考試中，卡卡西一直在旁邊觀看漩渦鳴人等三個徒弟的比賽。當宇智波佐助在第一戰勝出後，卡卡西就把木葉三忍之一的大蛇丸落在佐助的天之咒印暫時封著。然而卻遇上了大蛇丸來犯，意圖帶走佐助，卡卡西便向大蛇丸展示自創秘技—雷遁·雷切及宇智波帶土給予的寫輪眼，及警告大蛇丸如欲帶走佐助，勢必與他同歸於盡。不過大蛇丸就暗示卡卡西根本沒有這種能力能殺死他，但亦沒有立刻帶走佐助，轉眼便離開了。
後來卡卡西在第三場正式考試前，努力培訓佐助，練習複製自李洛克的體術，及傳授個人秘技－千鳥（雷切），以對抗我愛羅的「砂防禦」。

#### 毀滅木葉篇
卡卡西對佐助進行了多日刻苦的訓練後，終於讓佐助完成可剋制我愛羅「砂防禦」－「雷遁·千鳥」;並在佐助比賽資格快要被褫奪的一刻，及時把佐助送到中忍考試會場內。然而，就在佐助跟我愛羅進行激戰之際，大蛇丸突然對木葉忍者村發動了攻擊，而佐助亦追趕被千鳥所傷的我愛羅。
另一方面，卡卡西則解開了音忍藥師兜對會場觀眾所施的幻術，他命令春野櫻把中了幻術的漩渦鳴人及奈良鹿丸（實際上早已自行解了幻術）喚醒，並跟忍犬帕克一起、前往阻止佐助追擊我愛羅。大蛇丸更聯同沙忍（大蛇丸殺了第四代風影，並假扮其風影來指使砂忍們）合力進攻木葉忍者村，期間我愛羅的任務之一就是在大蛇丸進攻同時發動一尾，可惜由於他的情緒波動在中忍考試時已經發動了一尾，但被佐助的千鳥所傷其後被帶走，但在他安定下來後再次發動一尾，佐助趕上跟我愛羅大戰，可惜佐助始終不敵一尾，一尾正想殺佐助之時，鳴人趕上，更發動前所未見的力量（九尾之力）最後和我愛羅兩敗俱傷。卡卡西則聯同阿凱，應付密集如雲的音忍及砂忍。結果大蛇丸行動失敗，但三代目火影猿飛蒜山亦付出了自己的性命。就在第三代火影的喪禮進行時，卡卡西自身一人前往英雄慰靈碑處，悼念從前戰死的隊友－宇智波帶土。

#### 綱手搜索篇
就在木葉崩潰戰後不久、百廢待興時，兩名隸屬於神秘組織--『曉』的S級叛忍來到了忍村。其中一人就是佐助的兄長宇智波鼬，另外一人是前『霧忍七刀眾』之一的干柿鬼鲛。他們前來的目的，就是為了逮捕『九尾祭品之力』漩渦鳴人。中途卻遇上了兩名正在巡邏的上忍--猿飛阿斯瑪及夕日紅，並對戰起來。但鼬及鬼鲛的實力實在太強，阿斯瑪跟紅不久就敗下陣來。
此時，卡卡西剛好趕到，複製鬼鲛的水遁·水鮫彈之術，並把鬼鲛迫退。他質問鼬回來的目的，瞬間又跟鼬進行激戰。他深知鼬寫輪眼瞳術的厲害，所以勸阿斯瑪及紅把眼合起來，以免中了瞳術。雖然卡卡西了解寫輪眼可以對付寫輪眼，但他知道與鼬的實力已有一段差距;再加上卡卡西沒有宇智波一族的血脈，不能熟練運用寫輪眼，用了不久體力便應付不了。因此，鼬只使出了一招瞳術－『月讀』，就令卡卡西無法再戰，像被鼬千刀萬剮似的。卡卡西說出了組織曉以及不只鼬和鬼鮫，所以鼬便決定要把他帶走，並讓鬼鲛使阿斯瑪及紅消失。幸虧上忍阿凱及時趕到，把鬼鲛踢開，成功救出卡卡西、阿斯瑪及紅。鼬不欲多戰，便跟鬼鲛離去；而卡卡西則需到醫院接受治療，直到五代目火影綱手把他救醒為止。

#### 佐助奪還篇
自第七班結成以來，佐助很明顯地感受到了鳴人的成長；再加上與鼬的重逢更是令他感到煩躁；若是認同了鳴人，就等於是否定了自己過去的努力，於是佐助便在大病初癒時要求和鳴人對決。卡卡西深知佐助的心情，於是當兩人在醫院的天臺對戰時，他及時甩開兩人並化解了螺旋丸和千鳥的攻擊；並安慰試圖從中阻止而差點被兩人擊傷的櫻。及後佐助獨自在樹上沉思時，卡卡西試圖化解他的心結；正因卡卡西重視的人都已離開人世，他才更是明白佐助想復仇的心情。「可以確定的是我們都是不幸運的人，但也不是最不幸的人。」因為不論是卡卡西或是佐助，都已經找到自己最珍惜的夥伴（鳴人與櫻）了。之後音忍四人眾來找尋佐助更向他攻擊，佐助當然反擊，可惜以一個下忍的身手始終不敵四個上忍，音忍四人眾臨走的時候更跟佐助說如果想得到力量就來大蛇丸之類的說話，此話一直在佐助心中。卡卡西的一番話並未真正令佐助茅塞頓開。為了追尋強大的力量，佐助決定跟隨音忍四人眾叛離木葉隱村。春野櫻曾試圖阻止可惜被佐助打暈，其後她馬上通知第五代火影。佐助則進入假死狀態被音忍四人眾放入木箱帶走。
第五代火影得知此事後立即名鹿丸召集多四人以組成小隊追擊佐助，鹿丸找來了他的好友：丁次；木葉忍村的另一個天才：寧次；嗅覺敏銳的：牙；和看似沒有長處的：鳴人。鹿丸驚人的智力把這五人小隊發揮得最好。五人要準備以一人一敵的方法戰鬥，第一戰丁次自動要求出戰，鹿丸對自己的好友有信心，可惜丁次最後被打至重傷不過也擊敗敵人。第二戰由寧次出戰，寧次第一次的苦戰更接近生死邊緣，在危急關頭用柔拳擊中對手把其擊敗。第三戰由牙出戰，牙的忍犬可變成人形但對方體內有多一人，此戰變成了二對二的平均局面，在苦戰間牙不敵最後更要逃亡……第四戰時，鹿丸和鳴人終於趕上，本來局勢對鹿丸有利但音忍四人眾突然多了一個隊友：君麻呂，更把木箱帶走，而鹿丸主動出戰第四戰更要求鳴人去追擊佐助，鳴人相信自己的隊友去追擊佐助。鹿丸的一戰是和用幻術的對手作戰，戰鬥其間更曾經陷入對方的幻術（最後以痛楚解除），對手始終比鹿丸強，鹿丸用最後的查克拉剋制對手的行動可惜因為查克拉不足，敵人的匕首正準備擊中鹿丸……正當鳴人剛趕上佐助，佐助終於醒來，鳴人大叫希望佐助會跟他回木葉，可惜佐助沒有聽從便走了，君麻呂向鳴人作出攻擊，但後來李（李洛克）趕上與君麻呂對戰更示意鳴門去追佐助，李負傷跟君麻呂一戰……鳴人亦剛趕上佐助。
卡卡西知道自己當初一廂情願的想法太無知，及後決定前往支援鳴人等組成的五人小隊（鳴人、鹿丸、丁次、寧次及牙）及李洛克。但第五代說：我有給足夠的幫助（大概意思），原來第五代向砂忍求助，砂忍派出我愛羅；勘九郎；手鞠。但卡卡西一意孤行要去支援鳴人。勘九郎趕上牙也救了牙把對手以殘忍的傀儡術擊敗。手鞠則趕往營救鹿丸，就在鹿丸的查克拉用完的一瞬間，手鞠趕上把鹿丸救了擊敗對手。而我愛羅就前往幫助李，但因李有傷在身，我愛羅不容他參戰，但李還是多次幫手但只給我愛羅添了麻煩，我愛羅和君麻呂大戰，前所未見的強大忍術，但君麻呂亦很強，最後我愛羅在險勝中擊敗君麻呂。鳴人追上佐助後大戰，更說了不少感人肺腑的話，可惜佐助仍沒有心動，更令鳴人發動九尾，強大的九尾力量令佐助苦戰，不過亦讓佐助感到自己的不足，去嘗試大蛇丸的咒印力量，更變生了一對翼……最後佐助走了。卡卡西趕到終結之谷時，佐助跟鳴人間之戰鬥已完結，只剩下鳴人倒卧在地上；他唯有把鳴人先帶回村裡醫治，再行打算。

### 第二部

#### 風影奪還篇
組織『曉』為了得到一尾守鶴的力量，捉去了擁有一尾力量的人柱力五代目風影我愛羅。為了救出我愛羅，砂忍向同盟國木葉求援，木葉方面派出卡卡西班前往拯救我愛羅。砂隱村的千代婆婆其後加入卡卡西班一同前往拯救我愛羅。五代目火影綱手再派出凱班作增援，兩班分別在途中遇上『曉』的成員宇智波鼬和干柿鬼鮫（實質上只是幻化成的替身，力量只有主體的三成）。後來與鳴人合作，及鳴人使出螺旋丸加強版－大玉螺旋丸，將宇智波鼬的替身擊敗。之後再遇上『曉』的成員地達羅及赤砂蠍，地達羅以我愛羅的屍體，把性格衝動的鳴人引開。
卡卡西為了避免鳴人獨自行動，他從後追趕鳴人，留下小櫻及千代奶奶暫時應付赤砂蠍。他開啓了萬花筒寫輪眼，對迪达拉使用可以轉換空間的曈術--神威，及控制結界，打斷了地達羅剩下的右手（後來被角都尋回及接好）。惜因為卡卡西剛剛練成神威，不能熟練地控制空間的位置和大小，在體力方面亦明顯不能支撐這種術，很快就感到疲憊。鳴人就趁地達羅中了曈術之時，以螺旋丸突擊地達羅；地達羅及時避開，坐下的巨鳥（由迪达拉的黏土製成）則被擊落，鳴人亦從巨鳥口中取回已死亡的我愛羅屍首。後來凱班及卡卡西班再次發現地達羅，地達羅欲把他們全部炸死。幸而卡卡西在地達羅引爆的一刻，再次使用神威，把他和爆炸轉移到另一空間。卡卡西班及凱班方逃過一劫。經此役後，由於連續使用兩次萬花筒寫輪眼，卡卡西需要一段時間休息；故由來自暗部的學弟傳藏（化名為大和），擔任鳴人及小櫻的新隊長。

#### 飛段・角都篇
因為上忍猿飛阿斯瑪在追捕『曉』成員飛段、角都時陣亡，第十班（奈良鹿丸、秋道丁次、山中井野）矢志為老師復仇，而卡卡西亦暫替阿斯瑪，作為第十班的隊長，率領他們再戰飛段、角都。臨走前，他交代大和協助鳴人完成其風遁術。
甫一對戰，卡卡西成功以雷遁·雷切偷襲角都，破了其土遁·土矛（因為雷屬性剋土屬性），並刺穿其心臟。正當卡卡西以為對方已被擊斃，殊不知對方原來擁有多個從其他忍者搶來的心臟（連同本體的共五個），故能不死，並能使用心臟所屬者的忍術，包括火遁、風遁、雷遁，使卡卡西喘不過氣來；不過，最令卡卡西驚訝的，就是角都曾經跟初代火影對戰過。角都欲以卡卡西的心臟填補被雷切擊破的心臟。角都先以風遁配合火遁，令火遁進行性質變化，並破了卡卡西的水遁·水陣壁；再而從身上伸出血管，準備強行抽出卡卡西的心臟。
然而，卡卡西亦暗中做了一些行動。他把之前雷切攻擊所得角都的血液，收在血液膠囊內，並讓鹿丸跟飛段單獨對戰時使用。飛段被鹿丸所騙、誤用角都的血液施行咒術，結果又破了角都的一個心臟。但角都可不是省油的燈，突然全身的血管伸出，把卡卡西、丁次、井野重重綑著，準備對他們施以風火混合攻擊。幸虧大和及時率領鳴人、佐井、櫻三人趕到，加入戰團中，並以大和的水遁‧破奔流、鳴人的風遁‧螺旋丸共同匯集的混合術颶風水渦之術抵消其風火混合攻擊。鳴人以新術風遁·螺旋手裏劍攻擊角都，但第一次失敗了，並被角都以血管觸手綑綁著。卡卡西見狀便跟大和一起營救，以雷切斬斷角都的觸手，大和亦以木遁術迫退角都。卡卡西認為應對角都進行圍攻方妥當，但憑著鳴人要超越四代火影的決心，卡卡西讓鳴人作第二次攻擊。鳴人亦不負所託，以影分身成功欺騙角都，並從其背後施以風遁·螺旋手裏劍，巨大的摧毀力再連破角都兩個心臟。最後，卡卡西以寫輪眼收拾倒在地上、動彈不得的角都，摧毀他最後一個心臟，及把角都的屍首帶回木葉隱村給綱手研究。

#### 自來也VS培因・佐助VS鼬篇
為了得知有關『曉』的情報、及追蹤正在尋找宇智波鼬的宇智波佐助，卡卡西一行人決定以宇智波鼬為鎖定目標進行追捕。卡卡西亦向五代目火影綱手推薦有相當默契，而且全組擁有特殊追蹤能力的牙、雛田及志乃小隊。他自薦為牙、雛田及志乃的隊長，由暗部師弟大和另外率領鳴人、櫻及佐井小隊。為了增加追蹤能力，他召喚出忠心的忍犬們，讓每位隊員帶領忍犬進行搜查。目前他們透過鳴人的影分身、已得知佐助的大約位置。不過途中遇上擁有特殊能力的鳶；因普通的術傷害不到他，故決定讓擁有秘術的志乃應付鳶。他認為志乃的廣泛秘術攻擊有效制服對方；但對方查克拉的瞬間消失及重現在另一地方，不禁令他覺得眼前人擁有比四代厲害的『時空間忍術』，既不用結印、亦不需通靈。更多的事，如：佐助擊敗鼬、眼前的這名對手擁有寫輪眼等，都令他驚愕不已。聽到佐助身受重傷，及帶人已早一步前往戰場，他也率眾快馬趕往，並開啓萬花筒寫輪眼。然而到達現場時，佐助早已被帶走了。

#### 培因來襲篇
培因六道突然來襲，木葉全村陷入混亂局面中。正當伊魯卡老師照料受傷的木葉忍者時，遇上了培因『天道』；幸得卡卡西及時相救而免招毒手。然而卡卡西遇上培因『天道』，縱使使出『土遁·土流壁』及『雷切』兩招，仍未見佔任何優勢，反被培因『天道』輪迴眼的巨大力量所傷。及後連培因『修羅道』也出現，二對一的情況絕對不利……幸好秋道父子及時來救，父子二人並以超張手把『修羅道』打扁。而卡卡西從剛才一直使用分身及替身術，並查出培因『天道』使用吸力與斥力的能力，而且每次使用能力後其中必有一定空檔時間。利用此特點，卡卡西佯裝從地底突襲培因，實則是要迫使培因使用能力，製造出空檔時間;配合秋道父子的『肉彈戰車』，讓他們乘勢拉起預先佈置在培因『天道』週間的鎖鏈，把培因『天道』綑綁起來，欲給予雷切一擊了結其生命。正當看似順利之際，沒想到培因『修羅道』竟會出現在『天道』跟前擋住攻擊，無法突破下秋道父子及卡卡西全又被斥力轟走。戰後無法動彈的卡卡西，為了向綱手匯報培因的能力及對策，以僅存力量使出萬花筒寫輪眼，保護尚有力氣的丁次逃離。虛耗過度的卡卡西，想起了凜、帶人、四代目以及他父親……鳴人回到木葉後，因變成仙人狀態可以感覺到大家的查克拉，但沒有感覺到卡卡西的查克拉。後來鳴人擊敗『六道』，並成功說服培因的真身－『外道』長門，而長門則運用禁術使村子裏的人全部復活，當然亦包括卡卡西。卡卡西復活後趕到培因真身的所在──也就是長門那裡，迎接與長門談完話的鳴人。

#### 五影篇
與大和見到小櫻、牙、祭趕來與鳴人會合，目睹了小櫻當面告白並勸諭鳴人的事件。而在小櫻離開之後，接到第五代風影我愛羅通知，傳達其餘四個忍者國的「影」級領導人，共同支持他擔任「火影」職位。
佐助利用香燐將段藏殺死後，打算也把小櫻也殺了，幸好卡卡西阻止，但卡卡西與佐助展開了一場師徒對決。鳴人也參加了這場戰鬥，這時曉的成員出現，鳴人打算與佐助一決勝負。後來佐助與曉的成員離去，卡卡西將香燐背起準備回木葉，途中遇到根組織的成員告知卡卡西接任火影一事，回到木葉受到大名委任，準備接掌火影一職時，忽然傳來了綱手脫險的緊急通報，後來卡卡西會見綱手，決定以大局為重，由綱手續任火影。

#### 忍界大戰篇
卡卡西被分配到第三部隊 近中距離聯合軍分隊，並擔任其隊長，與李洛克和阿凱同隊。在戰場上再次遇見桃地再不斬與白，卡卡西對再不斬與白表示，因為他們的影響，鳴人才能成為傑出的忍者。之後與再不斬與白展開決戰並戰勝對方，用忍術將再不斬與白的靈魂加以封印，並將再不斬的斬首大刀取為己用。
後來與阿凱前去支援與鳶苦戰中的鳴人和殺人蜂。雖然趕上但在擁有前祭品之力組成之新培因六道的鳶面前，仍未成功扭轉頹勢，後來在鳴人與九尾達成合作協議以後才改變戰況。在不斷交戰中，卡卡西發現了鳶的空間轉移術與穿身術，其實都是一種術「神威」。而且還發現鳶發動神威用的右眼與自己的左眼連結在一起，表示都源自同一人宇智波帶人，同時也猜想鳶的身份可能是帶人，但也對此推測感到荒謬，畢竟很難接受過去認定死去的好友竟然還活著而且成了敵人。在不斷攻擊下，鳶的面具終於被鳴人以「螺旋丸」擊破，証實他的真面目就是宇智波帶人。在和帶人單打獨鬥時，卡卡西因對他為何會變成這樣而不斷思索，被對方連續重傷後因鳴人的一句話而覺醒。其後與鳴人、阿凱和殺人蜂及忍者聯軍對抗十尾，他一度本想用神威把十尾解決掉，卻被帶人阻止並與帶人一同進入帶人神威裡的空間。雖然卡卡西打败了带土（实际上带土想利用卡卡西去除心脏上被斑设下的咒印），然而带土却成为了十尾人柱力。
在带土的十尾查克拉被抽出后，带土在卡卡西和水门的感化下使用轮回天生却误将宇智波斑复活。尽管卡卡西用神威夺取了外道魔像的一只手臂，仍然不能阻挡斑的魔像把九只尾兽吞入。带土觉悟后，卡卡西与其合作的神威速度超过了斑的攻击速度，带土也成功被传入异空间救治被抽离九尾的鸣人，此时阿凯赶到救下了被斑攻击的卡卡西并开启八门遁甲，在卡卡西神威的辅助下重创了宇智波斑。然而，在施展多次瞳術後休息之餘，卡卡西的左眼卻突然遭班突襲奪去安置在自身，以進入異空間向帶人索回左輪迴眼。之後鳴人趕來利用六道之力將卡卡西的左眼創造出來，而新的左眼只是普眼的眼睛。
在戰埸情況愈演愈烈時，卡卡西感到自己無力做任何事，於是只能與帶人為鳴人、佐助以身體阻擋輝夜的共殺之灰骨，但被帶人以神威保護，而帶人自己即因中傷不久後灰飛煙滅。在帶人彌留之際與琳相見時，為免卡卡西「太早過來相聚」，便再度施展「神威」以查克拉回到卡卡西所處世界，並給予卡卡西雙眼寫輪眼力量（有使用期限），提前作為他將來成為第六代火影的禮物。在得到帶人給予的力量後，因其中包含了六道之力使瞳力上升，使出了完全體須佐能乎，保護了小櫻，結果須佐能乎被輝夜打破。另外，在帶人死後，寫輪眼亦隨之失效，卡卡西表示寫輪眼卡卡西之稱已經結束了。
戰爭落幕後，卡卡西見到鳴人、佐助、小櫻在終結之谷重聚言和的畫面感到欣慰，後在佐助離村遠行之際，偕同小櫻至木葉忍者村的門前送別佐助。

#### 結局篇
卡卡西成為第六代火影，治理木葉忍者村，後來將火影的職位交接給鳴人，自己則過著清閒的退休生活出門遠遊。

### 慕留人-火影忍者新世代-

#### 忍者學校入學篇
火影任內為了防止村子分裂而與第五代的綱手協議中止對暗部養成部門「根」餘黨的清算行動。目前隐居當中，自己在退休後因為自身與团藏的因緣而獨自調查整起事件，查得鵺被封印到菫的體內。在鵺被牛頭天王（一种通灵术）召喚之際與祭共同鎮壓鵺。卡卡西因失去寫輪眼難以配合雷切的高速突刺，因此開發了新的忍術「紫電」。

#### 宇智波佐良奈篇
指出宇智波进相关的问题是由大蛇丸引起。

### 其它跨媒體作品
卡卡西在《火影忍者》動畫與漫畫之外亦有亮相。他曾出現在十部改編劇場版中：在《火影忍者劇場版：大活劇！雪姬忍法帖！！》中，他對決並擊敗狼牙雪崩；在《火影忍者劇場版：大興奮！新月島之動物大騷動》中，他與雇傭忍者石館的對決不相上下，之後又藉由攻擊宰相沙巴達巴的士兵為同伴製造聲東擊西的機會；在《火影忍者疾風傳劇場版：鳴人將死》中，卡卡西對上一大群石忍；在《火影忍者疾風傳劇場版：牽絆》中，卡卡西被派去與奈良鹿丸、佐井和油女志乃調查空之國基地；在《火影忍者疾風傳劇場版：火意志的繼承者》中，當來自其它忍者村的戰爭威脅壟罩木葉忍者村時，為了阻止覬覦自己寫輪眼的叛忍卑留呼，卡卡西被派去執行自殺任務，但最終鳴人和小櫻阻止了自己老師獻出生命；在《火影忍者疾風傳劇場版：失落之塔》中，少年卡卡西與波風湊、油女志彌和秋道丁座組成的小隊在穿越時空的鳴人幫助下成功阻止安祿山；在《火影忍者劇場版：血獄》中，他先扮演將鳴人關進監獄的一員，後來再幫助他逃脫；在《火影忍者劇場版：忍者之路》中，另一個版本的他與阿凱有著一樣的外貌及和彼此對調的性格；在《火影忍者劇場版：最終章》中，他做為第六代火影登場，在鳴人離開的時候保護著村子；在《火影忍者劇場版：慕留人》中，他以客串方式出現，將打瞌睡的第七代火影鳴人的影分身用書本敲醒。
卡卡西還出現在為系列製作的所有四部OVA中。在《火影忍者：尋找紅色四葉草》中，他幫助鳴人和木葉丸尋找紅色四葉草；在《火影忍者：隱蔽瀑布處的戰鬥，我是英雄》中，他加入護送忍者澀木的隊伍；在《火影忍者：終於到來的決戰！上忍對下忍！！無差別混戰大會開幕！》中，他參加了競賽；在《火影忍者：THE CROSS ROADS》中，他與第七班合作。由東山彰良創作與岸本齊史作畫的輕小說《NARUTO火影忍者 卡卡西秘傳 冰天之雷》著眼在卡卡西剛成為第六代火影的日子，他必須阻止由一對霧忍策畫的劫獄行動，並在過程中了解他們這麼做的悲劇緣由。在《火影忍者疾風傳》的續集《BORUTO-火影新世代-NARUTO NEXT GENERATIONS-》中，卡卡西短暫亮相，負責考驗年輕主角們以確認他們是否準備好成為忍者。
卡卡西在所有改編遊戲中皆為可控制角色，包括《火影忍者：激鬥忍者大戰系列》和《火影忍者：終極忍者系列》。在某些遊戲裡，他能在戰鬥中使用寫輪眼，且當此技能開啟時常被設定為不同的角色；在其它遊戲裡，他還能穿暗部制服。

## 術
- 底色為 （杏仁白）色的表示該忍術為動畫、遊戲、劇埸版的原創。

| 招式名稱                  | 簡介 | 種類         | 等級   |
| ------------------------- | --- | ------------ | ------ |
| 分身術                    | 產生本人殘像分身的基礎忍術。 | 忍           | E      |
| 替身術                    | 在遇襲的剎那間迅速地用木板代替身體，令對手以為襲擊成功的一種擾亂術。[32] | 忍           | E      |
| 變身術                    | 外表變成他人、生物或物品的基本忍術。[33] | 忍           | E      |
| 瞬身術                    | 用卓羅使身體活性化，作出肉體難以看見的高速動作。使用時會搭配葉子。 | 忍           | D      |
| 召喚術·八忍犬             | 一共能召喚出八隻忍犬（八忍犬也會說人話、及有獨立思考方式），出現頻率最高的老犬是『帕克』（八忍犬當中最小的一隻），還有有一隻身形最巨大的大嗓門『布魯』，另外還有『艾』、『彌助』（八忍犬之中眼睛瞇著的忍犬，曾在三尾編出現過）、『秋野』、『古魯克』（八忍犬之中有著貓鬍鬚的忍犬）、『五黑』（八忍犬之中綁著繃帶的忍犬）以及『烏魯希』。 | 忍           | C      |
| 土遁·追牙                 | 以召唤术唤来忍犬，从泥土中追踪敌人，然后以牙咬着对手，是一种高级忍术。连在浓雾中消失的再不斩亦难以逃脱卡卡西的忍犬的灵敏嗅觉，被逼现身。 | 忍           | B      |
| 封邪法印                  | 封锁大蛇丸施行在佐助身上的咒印时，卡卡西使用了这种忍术，但这种封印术只能壓制咒印的力量，无法完全消除。 | 封印術       | A      |
| 八門遁甲                  | 包括「開」、「休」、「生」、「傷」、「杜」、「景」、「驚」、「死」八門，當八門遁甲中每一門開啓時，能給使用者數倍或更強大的査克拉力量，當最後的死門也開啓時，能發揮比「影」更強大的力量，但代價是死亡。於動畫第55話攀岩時開了第一門。 | 體           |        |
| 影舞葉                    | 就像倥偬飞舞的树叶的影子那样，紧贴着对手身体的一种追踪术。这种招式本身没有杀伤力，但多数会在「表莲华」等强力的招式前使用的。 | 體           | C      |
| 表蓮華                    | 開啓『八門遁甲』第一門，把對方踢上半空，在空中用手臂上的繃帶把對方身體緊緊捆綁起來，以旋轉的方式把對方身體猛烈地撞擊地面。 | 體           | B      |
| 木之葉秘傳體術奧義·千年殺 | 以虎印將手指插入敵人的卓羅最薄弱的位置（肛門），進階者以手裏劍加上起爆符代替，是卡卡西的父親佐雲發明的忍術 | 體           | E      |
| 魔幻·奈落見               | 人的内心都会有极不想看到的景象，这种幻术就是把心内那种景象现实化。即是心中所想的景象越悲惨，对当事人的打击就越大。 | 幻           | D      |
| 影分身術                  | 原本是用來諜報的忍術，用查克拉平分出實體並可同使用者一起行動戰鬥的高級分身。 | 忍           | B      |
| 多重影分身術              | 影分身的加強版，能分身出更多個分身。[34] | 忍           | A      |
| 風遁·大突破               | ps2遊戲招式，这是制造狂风的一种忍术，听起来很简单，但规模的大小因应施术者的能力而不同，优秀的忍者使用时，风力具有吹倒大树的破坏力。当然大蛇丸使用，就是吹倒眼前一切的邪恶暴风。 | 忍           | C      |
| 火遁·豪火球術             | 将体内的查克拉转化成火焰，然后吐出巨大火球的一种忍术。攻击范围会应查克拉量而改变，火焰会包裹着对手，连地面也几乎被烧成灰烬！ | 忍           | C      |
| 水遁·霧隱術               | 利用查克拉卷起水花制造浓雾，在乳白色的世界中忽隐忽现，这就是雾忍擅长的移动术，雾的浓度因应查克拉量改变。 | 忍           | D      |
| 水遁·水龍彈               | 以大量的水射向敌人，造成物理性创伤的忍术。由于水的形状像一条龙，所以有这种术名。使用时最好靠近水边，但有实力的施术者在没有水的地方也能使用，而可操纵的水量也因施术者的实力而异。 | 忍           | B      |
| 水遁·水陣壁               | 从下方猛烈喷出的水之墙，抵挡住敌人的所有攻击，因为水墙会以画圆的方式喷出，所以能够在防御时消除所有死角，水量与时间的长短，都可藉由施术者来控制。另外，水的强度与耐力，会根据灌入水中的查克拉来改变，所以越熟练的忍者，越能制造出坚固的墙壁。而且在使用时还能看到四周的状况，所以具有能让施术者容易进行下一个行动的优点。                 | 忍           | B      |
| 水遁·水鮫彈               | 掌握大量的水并一口气射向敌人的术，虽然水量很惊人，但速度也值得瞩目！在追求速度与冲击力时，水自然地就会变成鲨鱼的样子。 | 忍           | B      |
| 水遁·水分身               | 利用水制造分身的一种忍术，水分身有着实体，同样具有施术者的体术等方面的能力，而且可同时制造多个分身，可说是非常有效的忍术，是再不斩最擅长的忍术。 | 忍           | C      |
| 水遁·大瀑布術             | 数十米高的水如同瀑布般冲走地面上的一切，其巨大威力把大地冲洗一空，令人以为发生了自然灾害。使用这种忍术需要大量查克拉，属于高级忍术。 | 忍           | A      |
| 土遁·土流壁               | 是藉由勾起坚固的土壁，抵挡住敌人攻击的忍术。施术者会在体内将查克拉转换成土，在吐出来的瞬间就隆起，形成障壁。因障壁本身也具有查克拉的关系，所以强度比一般的土墙还强。土对火、水具有较高的耐性。 | 忍           | B      |
| 土遁·多重土流壁           | 為土遁·土流壁的應用技，一次召喚出複數的土牆包圍自己進行四面的防禦。 | 忍           | B      |
| 土遁·心中斬首             | 施术者藏身泥土之中，伺机把对手拉进泥土中攻击。 卡卡西迎战佐助时，这种忍术只用了一半，但对付敌人时就可以趁机斩首或逼供了。 | 忍           | D      |
| 土遁·裂穿牙               | 粉碎地面使對方陷入土中。 | 忍           |        |
| 土遁·土波                 | 在動畫中使用，使地面晃動不停牽制對手行動的術，年幼時以此術於忍術比賽中勝出；是需要一定程度查克拉(推斷屬C級)的忍術 | 忍           |        |
| 冰遁·一角白鯨             | 電影《雪姬忍法帖》原創招式，製造一隻非常巨大的冰造獨角鯨衝向對方，足以山崩地裂。 | 血繼限界[35] | -      |
| 螺旋丸                    | 屬Ａ級難度的招式，不需結印，在手上聚集查克拉，再加以壓縮，形成一個不斷旋轉的球形轉向對手。卡卡西在教授鳴人性質變化時使用。 | 忍           | A      |
| 雷遁·雷切                 | 將大量雷遁查克拉集中使出高速突刺，會發出有如一千隻鳥鳴叫的聲音，威力如同削鐵如泥的名刀，可以輕易貫穿人體。由於卡卡西曾以強化過的千鳥斬斷過真正的雷電，因此稱為雷切。 | 忍           | S [36] |
| 雷遁·紫電                 | 由於失去寫輪眼使其動態視力下降，導致難以配合雷切的高速突刺，因此開發出紫電來彌補。 | 忍           | S      |
| 雷遁·電光雪花             | 對視野內的所有敵人進行千鳥攻擊。為「火影忍者疾風傳:龍刃記」中卡卡西所用的招式。 | 忍           |        |
| 雷切·穿光                 | 最強忍者大結集(GAMECUBE)原創招式，把敵人打到天上後，再到地上用雷切接住，破壞力比雷切更強。 | 忍           |        |
| 雷切·二連突               | 遊戲忍術。 | 忍           |        |
| 雷切·一閃                 | 終極英雄3原創招式，與雷切相似，但形狀變成雷柱。 | 忍           |        |
| 雷切·一尖                 | （PS2）原創招式，雷切命中敵人時，帶著敵人的身體當盾牌開出一條路來。 | 忍           |        |
| 雷切·雙穿光               | 將查克拉集中於雙手上，並製造出兩個雷切，給予敵人雙重傷害。 | 忍           |        |
| 雷切·雙雷震               | 終極風暴世代的原創招式，先用左手的雷切以不斷曲折的閃電軌跡將目標不斷打到空中，到的一定的高度後，再以右手的雷切對目標作直墜攻擊。 | 忍           |        |
| 雷切·迅                   | 終極風暴革命的原創招式，使出雷遁麻痺目標後擲出多個雷遁苦無，與神威及分身配合，再以右手的雷切對目標作直墜攻擊。 | 忍           |        |
| 雷遁·影分身術[37]         | 在422話卡卡西在对佩恩使用過。受到致命伤才会消失，且有机会对对手产生雷电的附加伤害。 | 忍           | A      |
| 雷遁·雷獸追牙[38]         | 卡卡西在對付佩恩時所使用的招式，將雷切形態變化成雷犬再攻擊對手。 | 忍           | C      |
| 雷遁·雷傳                 | 卡卡西在第四次忍界大戰時對付鳶時所使用，影分身與本體共同使用的雷切連接，拉出一道極長的雷線再拖向敵人，可以說是雷切的大範圍版本。 | 忍           | A      |

### 瞳術
寫輪眼能透過洞察眼的特性快速看清對手結印，即使卡卡西失去寫輪眼，由於他會使用五種查克拉屬性，因此仍可使用各屬性的忍術。（火影忍者新世代動畫中也有顯示）
在第四次忍界大戰時，卡卡西被斑奪取左眼寫輪眼，帶土死後以自己的查克拉再次將萬花筒寫輪眼借給卡卡西，但有使用期限。
寫輪眼情況：左眼寫輪眼→被斑奪取→雙眼寫輪眼（有期限）→失去能力
| 招式名稱            | 簡介 | 種類         | 等級 |
| ------------------- | --- | ------------ | ---- |
| 寫輪眼              | 宇智波一族的血繼限界。在第三次忍界大戰中，卡卡西與宇智波帶人及凜一起執行任務。由於帶人被石頭壓碎右半身，他由同隊女醫療忍者凜把寫輪眼連眼軸移植給卡卡西作為慶祝他晉升上忍的禮物，令他像宇智波一族一樣可看穿別人的忍術，並加以拷貝對方忍術，同時也促成雷切得以用於實戰。起初由於剛開眼，只有兩個勾玉，但不久後卡卡西因故不得已以千鳥殺了凜，前來救援的帶人也親眼見到這一幕，兩人的寫輪眼皆升級為三個勾玉，打開「萬花筒寫輪眼」。在第四次忍界大戰期間，因帶人的查克拉暫時集齊雙眼。                                                           | 血繼限界     | -    |
| 万花筒寫輪眼        | 比寫輪眼更高級的瞳術，例如直接攻擊（天照）、精神攻擊（月讀）與（別天神）、特殊攻擊（神威）等，但因過度使用會使眼睛逐漸失去光明。 | 血繼限界     | -    |
| 寫輪眼·水神         | 在《大興奮！新月島之動物大騷動！》中登場，正確名稱不明，為卡卡西獨有的瞳術。在卡卡西左眼的寫輪眼中的三勾玉高速旋轉下，使用噴水池的水，架構出一個水巨人，進行戰鬥。但發動時需要消耗大量的查克拉跟高度精神集中去操控此術，使用過久會對身體造成相當程度的負擔。 | 血繼限界、忍 | -    |
| 神威[39]            | 宇智波帶人的瞳術，該術屬於時空間忍術的一種，能扭轉空間藉此將任何攻擊與物體（包含自己，但非宇智波一族者不易辦到）轉移到異空間或別的地方去，也可只做局部扭轉甚至破壞物體。由於卡卡西非宇智波一族者，發動時仍需長時間大量集中查克拉和精神，連續使用還會對身體造成嚴重負擔。後來被宇智波斑奪走安置於左眼，在帶人犧牲後，卡卡西不但回復施展左眼的能力，更得到帶人右眼的能力。帶人的右眼能發動將自己接觸到的人或物吸入自己的異空間，或將異空間的物體釋放與傳送自己到其他地方，亦可讓身體部份轉移入異空間，產生「穿身術」的假象，但只能撐五分鐘。 | 血繼限界、忍 | -    |
| 完全體·須佐能乎[40] | 呈斗篷狀態的完全體·須佐能乎，把查克拉定型成武士裝甲的高鼻天狗形態，揮刀就可以破壞幾公里土地，瞬間打穿大山，力量能與尾獸匹敵，即代表破壞之意義。在卡卡西得到帶人查克拉給予的力量後，因其中包含六道之力的緣故，使瞳力上升，使用完全體的須佐能乎，其特徵與卡卡西面部一樣，有著刀痕。 | 血繼限界、忍 | -    |
| 神威手裏劍[41]      | 在使用須佐能乎的情況下，把神威的力量融合到手裏劍中，被碰到的物體會被移至異空間。 | 血繼限界、忍 | -    |
| 神威雷切[42]        | 是以神威配合雷切一起使用的忍術，破壞力遠大於雷切。 | 血繼限界、忍 | -    |
| 須佐能乎·神威雷切   | 遊戲《火影忍者疾風傳：終極風暴4》中展現，使用完全體的須佐能乎向目標使出神威雷切。 | 血繼限界、忍 | -    |
| 須佐能乎·神威       | 遊戲《火影忍者疾風傳：終極風暴4》中展現，使用完全體的須佐能乎，用手使出神威。 | 血繼限界、忍 | -    |
| 雷遁·太刀           | 遊戲《火影忍者疾風傳：終極風暴4》中展現，使用完全體的須佐能乎，用太刀向目標揮出附有雷遁性質的斬擊。 | 血繼限界、忍 | -    |
| 雷遁·韜光           | 遊戲《火影忍者疾風傳：終極風暴4》中展現，使用完全體的須佐能乎把雷遁集中手上往天上一揮，若干支「雷之箭」從天而降射向敵人。 | 血繼限界、忍 | -    |

## 評價
卡卡西在每次官方週刊少年Jump人氣調查都進前五名，並多次斬獲第一成為最受歡迎角色。在最新的民調中，他排名第三，漩渦鳴人和宇智波佐助獲得前兩名。在About.com的2006年動漫獎中，卡卡西獲得最佳男配角。他還獲得提名第一屆“尼克兒童頻道雜誌漫畫獎”的“最佳髮型”，最終輸給了凱文的幻虎世界的凱文。在Oricon的“漫畫大師”民調中，卡卡西以8.4%得票率排名第三。卡卡西的周邊商品也已發行，包括毛絨玩偶、鑰匙圈、和限量版小雕像。
一些漫畫、動畫、電子遊戲和其他相關媒體的出版商對卡卡西的角色給予讚揚和批評。Christopher A. Born認為卡卡西對第七班教導，即使必須打破規則也要要團隊合作，以強化儒家觀念裡的“仁愛與互惠的重要性”。IGN注意到卡卡西戰鬥時的嚴肅及與學生打交道時的悠閒、冷漠形成的雙重性，但承認他是該系列中最受歡迎的角色之一。他們還評論說，卡卡西是他們在動漫大會上看到的Cosplay中最受歡迎的角色之一。T.H.E.M. Anime Reviews嘲笑卡卡西如同其它少年漫畫中典型的“神秘人”，但稱讚他比三位主角“有趣得多”，並認為無論出於何種意圖和目的，整個節目可以直接重新命名為《卡卡西》。Mania Entertainment的Dani Moure喜歡卡卡西融入第七班的方式，因為他是“一個有趣的角色，有時看起來見怪不怪，卻對一身本領如此精通。”來自該網站的Chris Beveridge表示卡卡西的個性讓他成為自己最喜歡的角色，並讚揚他與培因的戰鬥，尤其在戰鬥結束後卡卡西獲得“非常人性化的時刻”，使戰鬥中的這一集脫穎而出。漫畫家冨樫義博發現卡卡西與學生的第一場戰鬥是《火影忍者》第一部讓他印象深刻的情節之一，單單藉由卡卡西在戰鬥中邊打邊讀一本書就能顯示他們之間實力的差距。IGN將卡卡西列為史上第15位最偉大的動漫角色，稱“他是個複雜的角色，具有標誌性的角色設計和悠閒的態度，散發超酷的氣息。”動畫新聞網的Amy McNulty高度讚揚卡卡西和宇智波帶土戰鬥的動畫製作以及對雙方童年時期的映射。2014 年，系列完結後，IGN將卡卡西列為《火影忍者》最佳角色。
卡卡西在《博人傳》中的形象引起了動畫新聞網的負面反應。他在忍者學校畢業考試的粗魯舉止遭受批評，評論家認為慕留人不該受到如此惡劣的對待。之後的一篇評論中，動畫新聞網批評當前學生佐助試圖與女兒宇智波紗羅妲改善關係時卡卡西給佐助的糟糕建議。